# Metapneumovirus aviar
Metapneumovirus aviar es un virus ARN perteneciente a la familia paramyxoviridae, género metapneumovirus. Causa enfermedad en aves, principalmente pavos, en los que provoca la rinotraquitis infecciosa del pavo, también afecta en menor medida a pollos y faisanes.

## Síntomas
La infección por el metapneumovirus aviar provoca en las aves afectación aguda de las vías respiratorias superiores que evoluciona rápidamente y causa una mortalidad de entre el 10 y el 30%. Afecta a aves de cualquier edad, pero son más propensos los pavos jóvenes de entre 5 y 8 semanas. Se transmite de un animal a otro a través de las vías respiratorias, por proximidad entre un ave sana y una enferma.

## Tratamiento y control
No existe tratamiento específico, en ocasiones se administran antibióticos para prevenir o tratar infecciones secundarias por bacterias. Existe una vacuna preventiva que es eficaz, se utiliza para granjas de pollos o pavos. Otras medidas preventivas recomendades son disminuir la densidad de animales en las granjas y mejorar la ventilación de las instalaciones para prevenir la diseminación de la enfermedad.